# Luigi IX d'Assia-Darmstadt
Luigi IX d'Assia-Darmstadt (Darmstadt, 15 dicembre 1719 – Pirmasens, 6 aprile 1790) fu langravio d'Assia-Darmstadt dal 1768 al 1790.
Luigi IX e sua moglie sono diventati gli antenati comuni più recenti di tutti gli attuali monarchi europei l'8 settembre 2022 (giorno della morte di Elisabetta II del Regno Unito), con l'ascesa al trono del figlio Carlo III, discendente della coppia tramite suo padre Filippo di Edimburgo.

## Biografia

### I primi anni

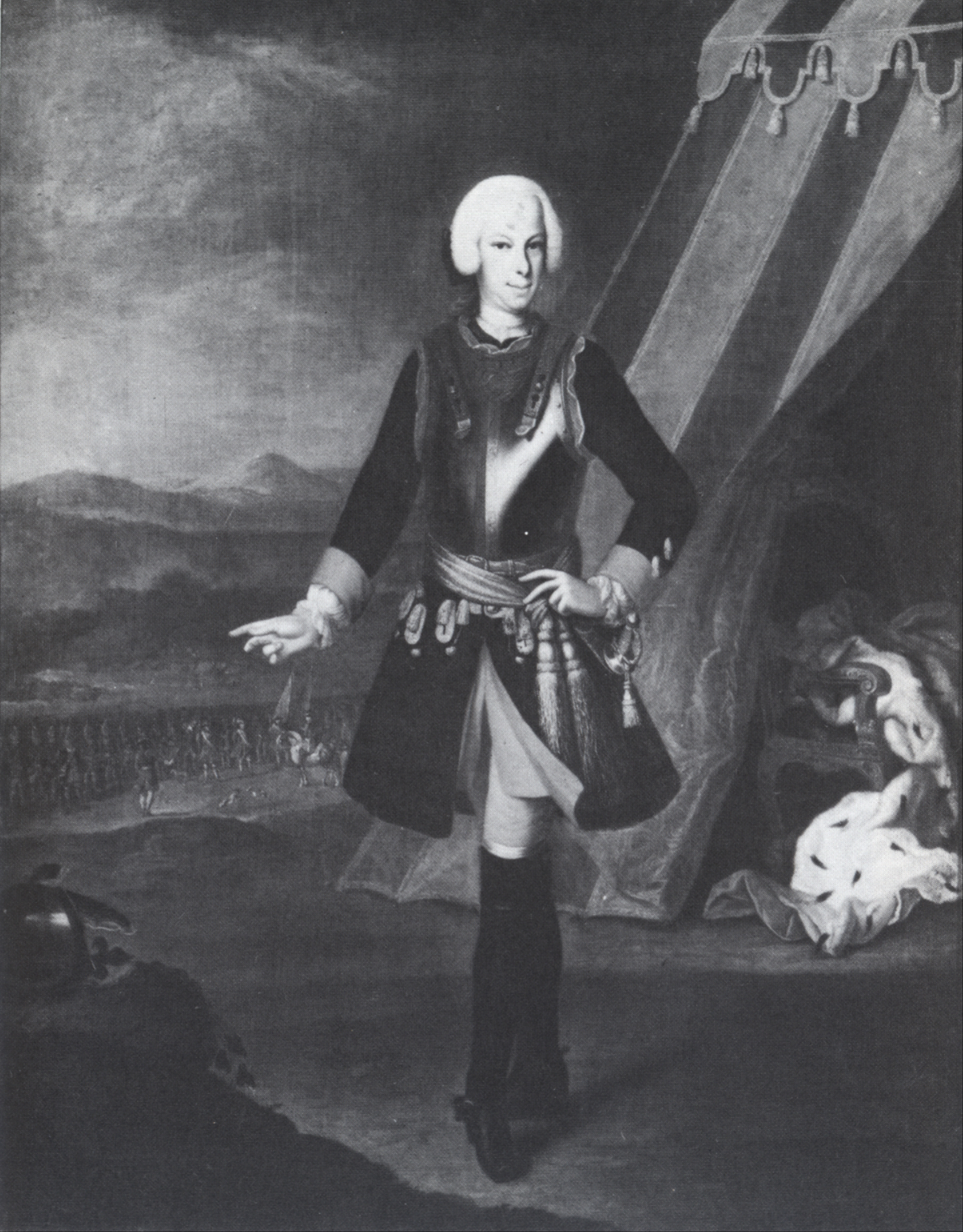
Luigi in un ritratto giovanile

Luigi era figlio di Luigi VIII d'Assia-Darmstadt e di sua moglie, Carlotta di Hanau-Lichtenberg, figlia ed erede del conte Giovanni Reinardo III di Hanau-Lichtenberg. Nacque a Darmstadt, il 15 dicembre 1719.
Alla prematura scomparsa della madre, il giovane Luigi, imperversando la guerra di successione polacca, si trasferì coi fratelli Giorgio Guglielmo e Federico a Buchsweiler, capitale della contea di Hanau-Lichtenberg, presso la residenza dei nonni al castello di Philippsburg. Successivamente studiò a Strasburgo sotto la guida di Johann Daniel Schöpflin.
Alla morte del nonno, il padre ascese al trono di Assia-Darmstadt e Luigi assunse il titolo di principe ereditario dal 1740, iniziando in contemporanea il proprio Grand Tour culturale, toccando mete di rilievo per l'epoca come la Reggia di Versailles ove rimase ospite del re di Francia per alcuni mesi.

### Il "principe soldato"

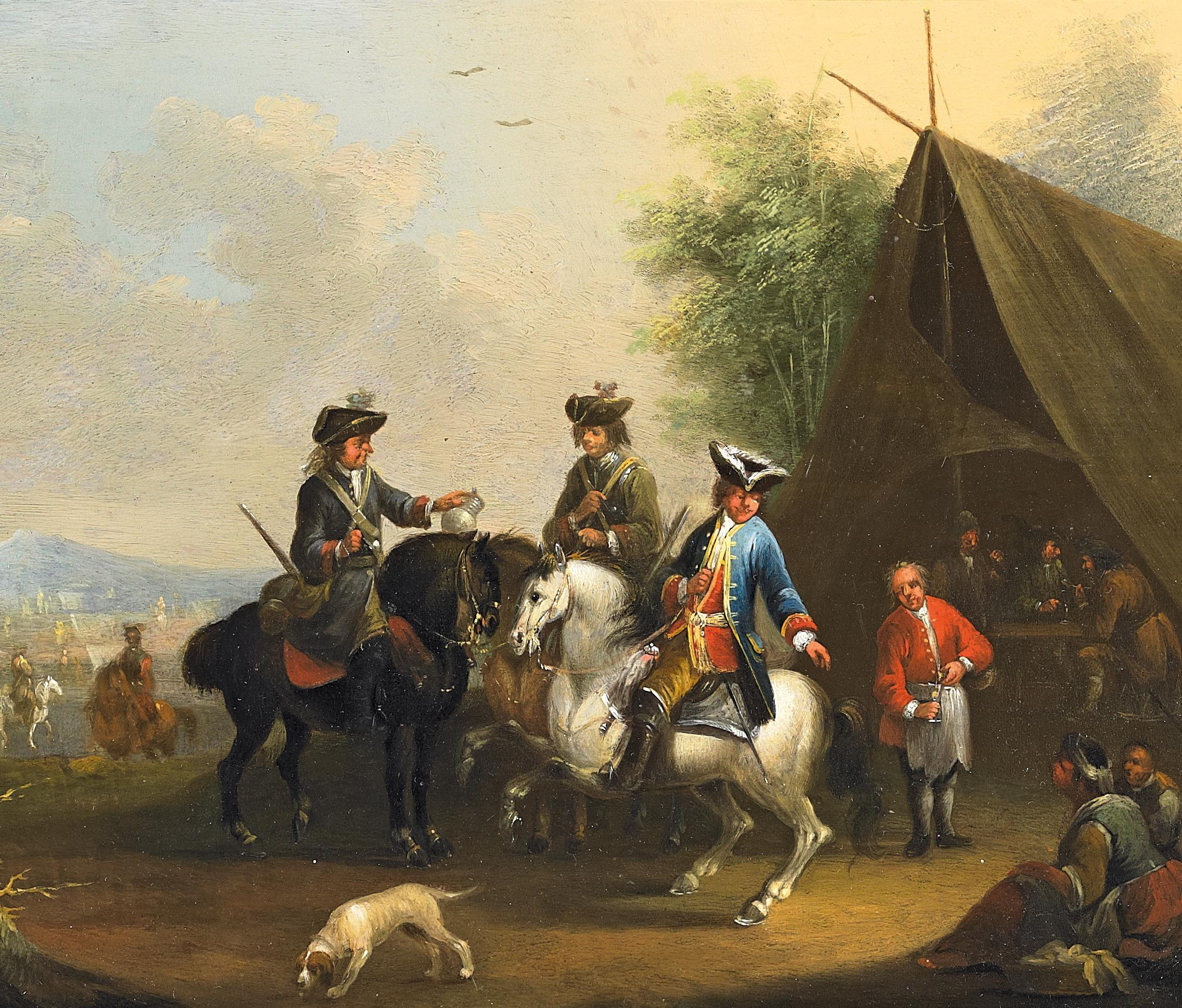
Luigi insieme ad alcuni militari prussiani

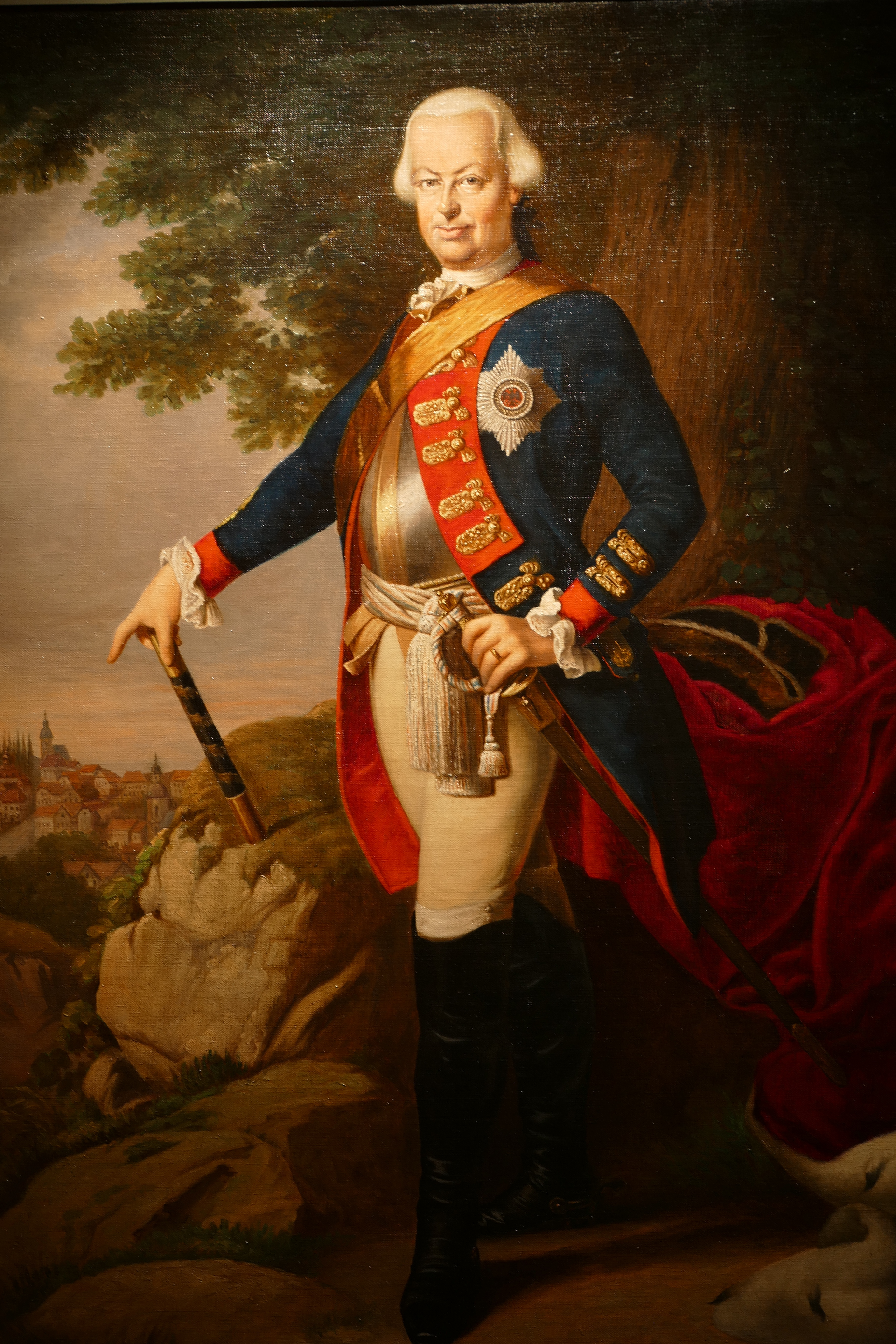
Luigi IX d'Assia-Darmstadt in un ritratto della seconda metà del Settecento

Salito al trono alla morte del padre nel 1768, Luigi IX diede inizio ad una campagna di ricostruzione del principato da lui governato. Egli si guadagnò però innanzitutto la fama di "principe soldato", simile a quella di cui godevano i re di Prussia a partire da Federico Guglielmo I. La sua passione per le questioni militari lo tenne impegnato costantemente in guerre e servizi di battaglia, separandolo dalla moglie per quasi 18 anni dei 32 di matrimonio.

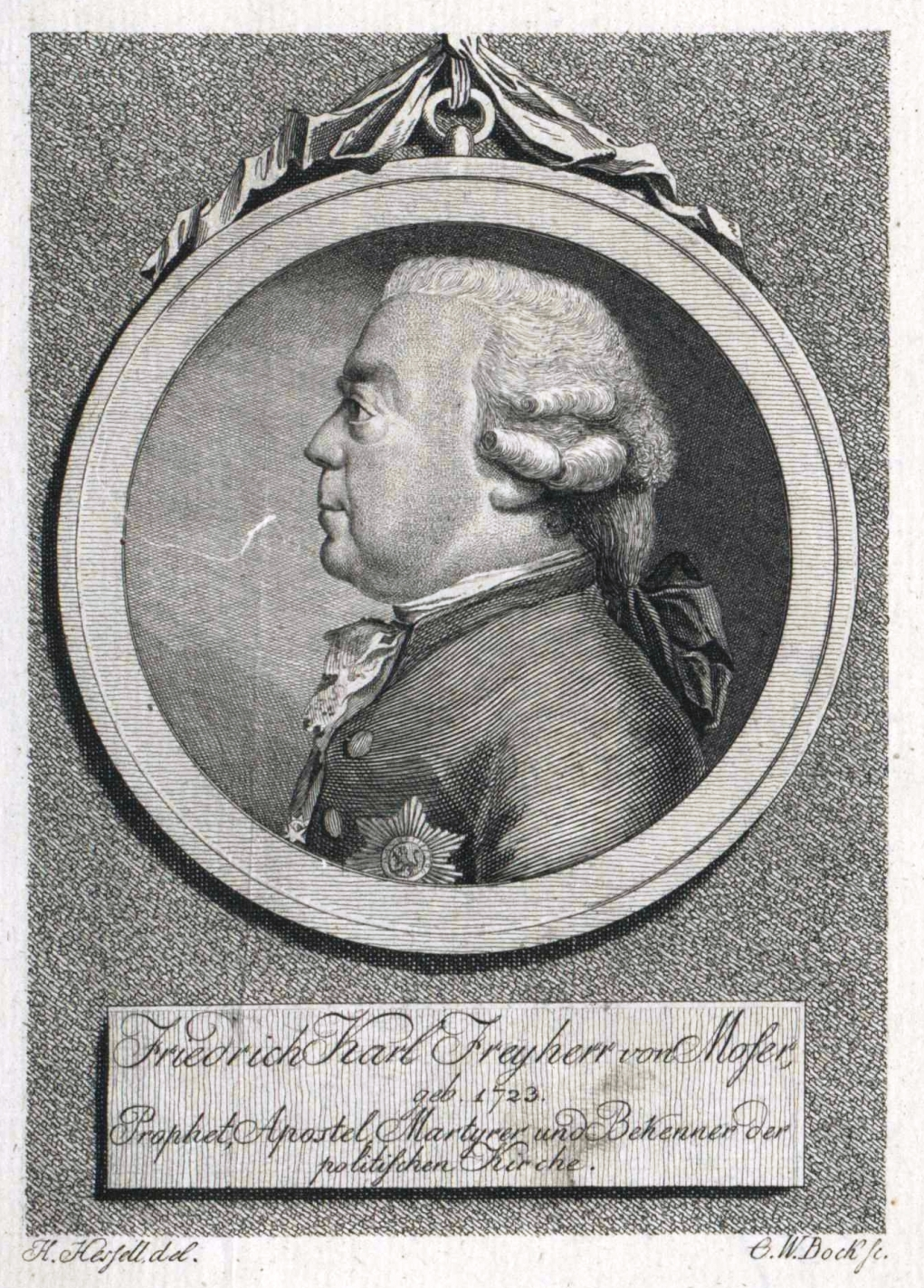
Friedrich Karl von Moser in una stampa d'epoca

Grazie al suo primo ministro Friedrich Karl von Moser, riformò il proprio stato sul modello prussiano e fondò nel 1741 un primo sistema di polizia locale nel suo principato, oltre a supportare notevolmente la crescita dell'esercito statale, promuovendo la costruzione di fortificazioni e strutture militari come caserme e luoghi di reclutamento. Impose che il motto dell'esercito fosse quello di combattere per la moglie del langravio oltre che per l'onore dell'Assia-Darmstadt, creando uno stretto legame tra la famiglia reggente e l'esercito, nerbo della resistenza dello stato. Queste iniziative gli costarono però grandi somme di denaro che prelevò sovente dal patrimonio dei conti di Hanau, parenti di sua madre. A differenza di altri principi tedeschi, tra cui i suoi parenti i langravi di Assia-Kassel, ad ogni modo, non prese parte al commercio di soldati che era pratica comune all'epoca.
Nella guerra di Successione austriaca subì delle sconfitte con l'esercito francese, passando quindi nel 1743 nell'esercito boemo e poi in quello prussiano ove, al comando di Federico II prese parte alla guerre di Slesia. Questo gli costò però l'opposizione del padre che per lungo tempo aveva intessuto rapporti con l'Austria al fine di ricavarne un utile per il proprio stato, mentre ora suo figlio combatteva a favore dei principali avversari dell'impero. Fu Luigi VIII pertanto a scrivere di persona a Federico II perché gli "restituisse" il figlio e lo richiamasse ai suoi doveri istituzionali in patria.
La richiesta ebbe effetto e nel 1764 il principe Luigi passò al servizio austriaco, divenendo feldmaresciallo secondo luogotenente e ricevendo la guida del reggimento di fanteria "Macquiri". Dopo aver però dato in sposa una delle sue figlie allo zarevic Paolo I di Russia, lasciò il servizio militare austriaco e nel 1774 divenne feldmaresciallo dell'esercito imperiale russo.
Luigi fu anche un musicista dotato e compose diverse marce militari che gli valsero già all'epoca il soprannome di Erz-Tambour ("primo tamburo").

#### Pirmasens

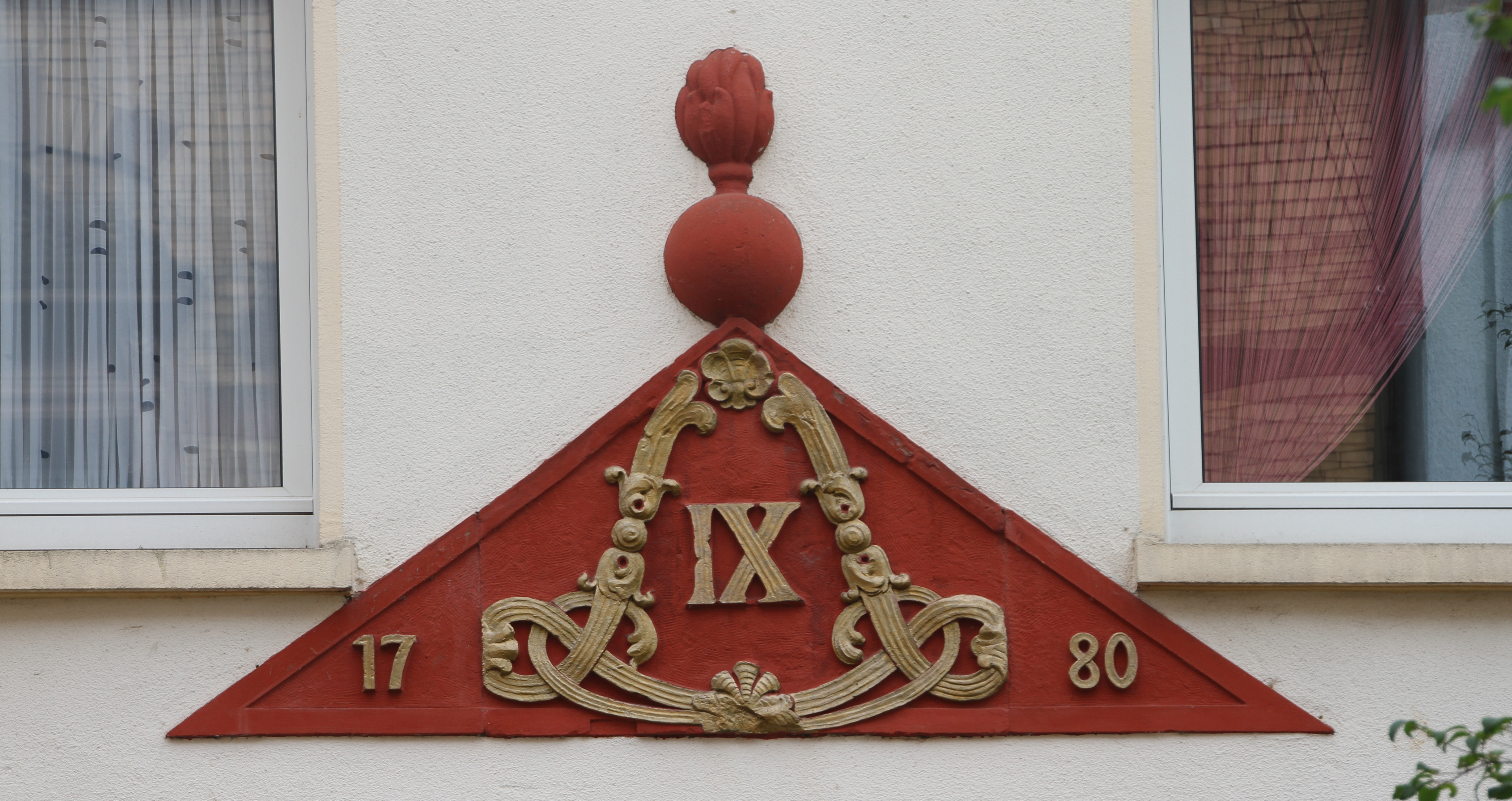
Il monogramma di Luigi al castello di Primasens

L'intera vita di Luigi IX d'Assia-Darmastadt fu però particolarmente legata alla città di Pirmasens, originariamente solo un piccolo villaggio nella foresta nella contea di Hanau-Lichtenberg. Suo nonno Giovanni Reinardo III vi aveva costruito un piccolo casino da caccia attorno al 1720 a cui Luigi si affezionò particolarmente al punto da volerlo ampliare a partire dal 1741 sino a costituirvi una vera e propria residenza di caccia. La città, che nel 1763 contava ancora 250 abitanti, passò a 9000 al 1790.
Il sogno di Luigi era quello di realizzare a Primasens tutti i suoi progetti e sogni, anche a livello militare, facendo del piccolo borgo una vera e propria cittadella fortificata. Già dai primi anni del suo governo vi fece allestire una grande piazza d'armi adatta alle parate militari e vi installò una propria guarnigione. Fino al primo sviluppo della città a partire dal 1875 circa, la piazza rappresentava ancora una delle più grandi piazze barocche ricostruite in Europa. Per consentire ai suoi uomini di svolgere delle parate militari anche in caso di condizioni meteorologiche avverse, attorno al 1770/1771 fece costruire di fronte al locale castello una grande sala coperta dedicata alle parate, contraddistinta da un'architettura perfetta in quanto priva di pilastri interni che avrebbero potuto ostacolare il regolare svolgimento degli esercizi militari: all'epoca questa era la seconda sala da parata più grande d'Europa. La sala, durante il periodo napoleonico, venne distrutta per fare spazio alla prima chiesa cattolica della città. Quella che era la residenza di caccia di Luigi VIII, con Luigi IX divenne un vero e proprio palazzo residenziale ma cadde in rovina a partire dal saccheggio che vi operarono i soldati francesi nel 1792, ed infine venne demolito all'inizio del XIX secolo. Oggi del complesso sopravvive l'antica fontana.
Luigi IX non si limitò però a questi progetti, ma completò la città con alcune strutture funzionali alla sua vita pubblica facendovi costruire una chiesa luterana (l'odierna Johanneskirche) ai margini della piazza d'armi; avviò la costruzione del municipio cittadino nel 1771 e lo completò nel 1774 (distrutto durante la seconda guerra mondiale e poi ricostruito) e promosse la costruzione di una scuola di grammatica. La città venne circondata da una cinta muraria a partire dal 1763, muraglia che oggi è visibile solo analizzando lo mappa della città dalla quale si può notare come essa ne abbia condizionato lo sviluppo. Fece costruire inoltre una serie di alloggiamenti e case per i soldati del suo reggimento.
Nel 1778 Luigi IX, che era massone come suo padre, fondò a Pirmasens la loggia massonica "Alla granata in fiamme".
Morì il 6 aprile 1790 a Pirmasens.

## Matrimoni e figli

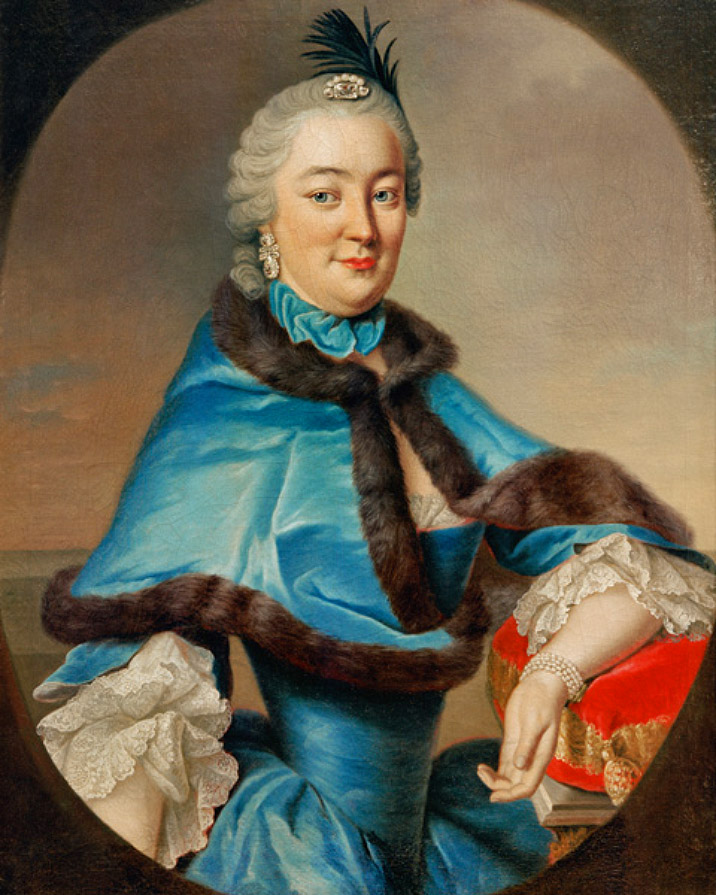
Carolina del Palatinato-Zweibrücken-Birkenfeld ritratta da Johann Georg Ziesenis

Il 12 agosto 1741, Luigi sposò Carolina, figlia del conte palatino Cristiano III del Palatinato-Zweibrücken, dalla quale ebbe i seguenti eredi:
- Carolina (1746-1821), sposò Federico V d'Assia-Homburg;
- Federica (1751-1805), sposò il re Federico Guglielmo II di Prussia e divenne regina di Prussia;
- Luigi X (1753-1820), prima langravio e poi granduca d'Assia con il nome di Luigi I;
- Amalia (1754-1832), sposò Carlo Luigi, principe ereditario di Baden;
- Guglielmina (1755-1776), sposò Paolo I di Russia, zar di Russia;
- Luisa (1757-1830), sposò il granduca Carlo Augusto di Sassonia-Weimar-Eisenach;
- Federico (1759-1802);
- Cristiano (1763-1830).

Rimasto vedovo della prima moglie si risposò morganaticamente ad Ems il 23 ottobre 1775 con la parigina Marie Adelaide Cheirouz, che lo stesso giorno del matrimonio venne creata Contessa di Lamberg. Da questo matrimonio non nacquero eredi.
Una delle sue amanti fu Ernestine Rosine Flachsland, dalla quale ebbe un figlio:
- Ernst Ludwig von Hessenzweig (1761-1774)

Altra sua amante fu Louise Madeleine Françoise Simon (1757–1829), la quale venne da lui nobilitata col titolo di madame von Bickenbach, dal nome del casino di caccia che il langravio le assegnò come residenza. Sposò nel 1814 il chirurgo di corte Fels, che però morì tre anni più tardi. Da questa relazione non nacquero eredi.
Secondo alcune fonti, sarebbe stato anche il padre legittimo di:
- Rosa Dorothea Ritter (1759-1833), amante di Guglielmo I d'Assia-Kassel

## Ascendenza
|                                            |                                           |                                                | Genitori                                               |  |  | Nonni |  |  | Bisnonni                   |  |  | Trisnonni                    |  |
|                                            |                                           |                                                |                                                        |  |  |       |  |  | Luigi VI d'Assia-Darmstadt |  |  | Giorgio II d'Assia-Darmstadt |  |
|                                            |                                           |                                                |                                                        |  |  |       |  |  | Luigi VI d'Assia-Darmstadt |  |  | Giorgio II d'Assia-Darmstadt |  |
|                                            |                                           | Sofia Eleonora di Sassonia                     |                                                        |  |  |       |  |  | Luigi VI d'Assia-Darmstadt |  |  |                              |  |
| Ernesto Luigi d'Assia-Darmstadt            |                                           |                                                |                                                        |  |  |       |  |  | Luigi VI d'Assia-Darmstadt |  |  |                              |  |
|                                            |                                           | Elisabetta Dorotea di Sassonia-Gotha-Altenburg | Ernesto I di Sassonia-Gotha-Altenburg                  |  |  |       |  |  |                            |  |  |                              |  |
|                                            |                                           | Elisabetta Dorotea di Sassonia-Gotha-Altenburg | Ernesto I di Sassonia-Gotha-Altenburg                  |  |  |       |  |  |                            |  |  |                              |  |
|                                            |                                           | Elisabetta Dorotea di Sassonia-Gotha-Altenburg | Elisabetta Sofia di Sassonia-Altenburg                 |  |  |       |  |  |                            |  |  |                              |  |
| Luigi VIII d'Assia-Darmstadt               |                                           | Elisabetta Dorotea di Sassonia-Gotha-Altenburg |                                                        |  |  |       |  |  |                            |  |  |                              |  |
|                                            |                                           | Alberto II di Brandeburgo-Ansbach              | Gioacchino Ernesto di Brandeburgo-Ansbach              |  |  |       |  |  |                            |  |  |                              |  |
|                                            |                                           | Alberto II di Brandeburgo-Ansbach              | Gioacchino Ernesto di Brandeburgo-Ansbach              |  |  |       |  |  |                            |  |  |                              |  |
|                                            |                                           | Alberto II di Brandeburgo-Ansbach              | Sofia di Solms-Laubach                                 |  |  |       |  |  |                            |  |  |                              |  |
| Dorotea Carlotta di Brandeburgo-Ansbach    |                                           | Alberto II di Brandeburgo-Ansbach              |                                                        |  |  |       |  |  |                            |  |  |                              |  |
|                                            |                                           | Sofia Margherita di Oettingen-Oettingen        | Gioacchino Ernesto di Oettingen-Oettingen              |  |  |       |  |  |                            |  |  |                              |  |
|                                            |                                           | Sofia Margherita di Oettingen-Oettingen        | Gioacchino Ernesto di Oettingen-Oettingen              |  |  |       |  |  |                            |  |  |                              |  |
|                                            |                                           | Sofia Margherita di Oettingen-Oettingen        | Anna Sibilla di Solms-Sonnenwalde-Pouch                |  |  |       |  |  |                            |  |  |                              |  |
| Luigi IX d'Assia-Darmstadt                 |                                           | Sofia Margherita di Oettingen-Oettingen        |                                                        |  |  |       |  |  |                            |  |  |                              |  |
|                                            | Giovanni Reinardo II di Hanau-Lichtenberg | Filippo Wolfgang di Hanau-Lichtenberg          |                                                        |  |  |       |  |  |                            |  |  |                              |  |
|                                            | Giovanni Reinardo II di Hanau-Lichtenberg | Filippo Wolfgang di Hanau-Lichtenberg          |                                                        |  |  |       |  |  |                            |  |  |                              |  |
|                                            | Giovanni Reinardo II di Hanau-Lichtenberg | Giovanna di Oettingen-Oettingen                |                                                        |  |  |       |  |  |                            |  |  |                              |  |
| Giovanni Reinardo III di Hanau-Lichtenberg | Giovanni Reinardo II di Hanau-Lichtenberg |                                                |                                                        |  |  |       |  |  |                            |  |  |                              |  |
|                                            |                                           | Anna Maddalena di Birkenfeld-Bischwiller       | Cristiano I del Palatinato-Birkenfeld-Bischweiler      |  |  |       |  |  |                            |  |  |                              |  |
|                                            |                                           | Anna Maddalena di Birkenfeld-Bischwiller       | Cristiano I del Palatinato-Birkenfeld-Bischweiler      |  |  |       |  |  |                            |  |  |                              |  |
|                                            |                                           | Anna Maddalena di Birkenfeld-Bischwiller       | Maddalena Caterina del Palatinato-Zweibrücken          |  |  |       |  |  |                            |  |  |                              |  |
| Carlotta di Hanau-Lichtenberg              |                                           | Anna Maddalena di Birkenfeld-Bischwiller       |                                                        |  |  |       |  |  |                            |  |  |                              |  |
|                                            |                                           | Giovanni Federico di Brandeburgo-Ansbach       | Alberto II di Brandeburgo-Ansbach                      |  |  |       |  |  |                            |  |  |                              |  |
|                                            |                                           | Giovanni Federico di Brandeburgo-Ansbach       | Alberto II di Brandeburgo-Ansbach                      |  |  |       |  |  |                            |  |  |                              |  |
|                                            |                                           | Giovanni Federico di Brandeburgo-Ansbach       | Sofia Margherita di Oettingen-Oettingen                |  |  |       |  |  |                            |  |  |                              |  |
| Dorotea Federica di Brandeburgo-Ansbach    |                                           | Giovanni Federico di Brandeburgo-Ansbach       |                                                        |  |  |       |  |  |                            |  |  |                              |  |
|                                            |                                           | Giovanna Elisabetta di Baden-Durlach           | Federico VI di Baden-Durlach                           |  |  |       |  |  |                            |  |  |                              |  |
|                                            |                                           | Giovanna Elisabetta di Baden-Durlach           | Federico VI di Baden-Durlach                           |  |  |       |  |  |                            |  |  |                              |  |
|                                            |                                           | Giovanna Elisabetta di Baden-Durlach           | Cristina Maddalena del Palatinato-Zweibrücken-Kleeburg |  |  |       |  |  |                            |  |  |                              |  |
|                                            |                                           | Giovanna Elisabetta di Baden-Durlach           |                                                        |  |  |       |  |  |                            |  |  |                              |  |